# Wiosna (partia polityczna)

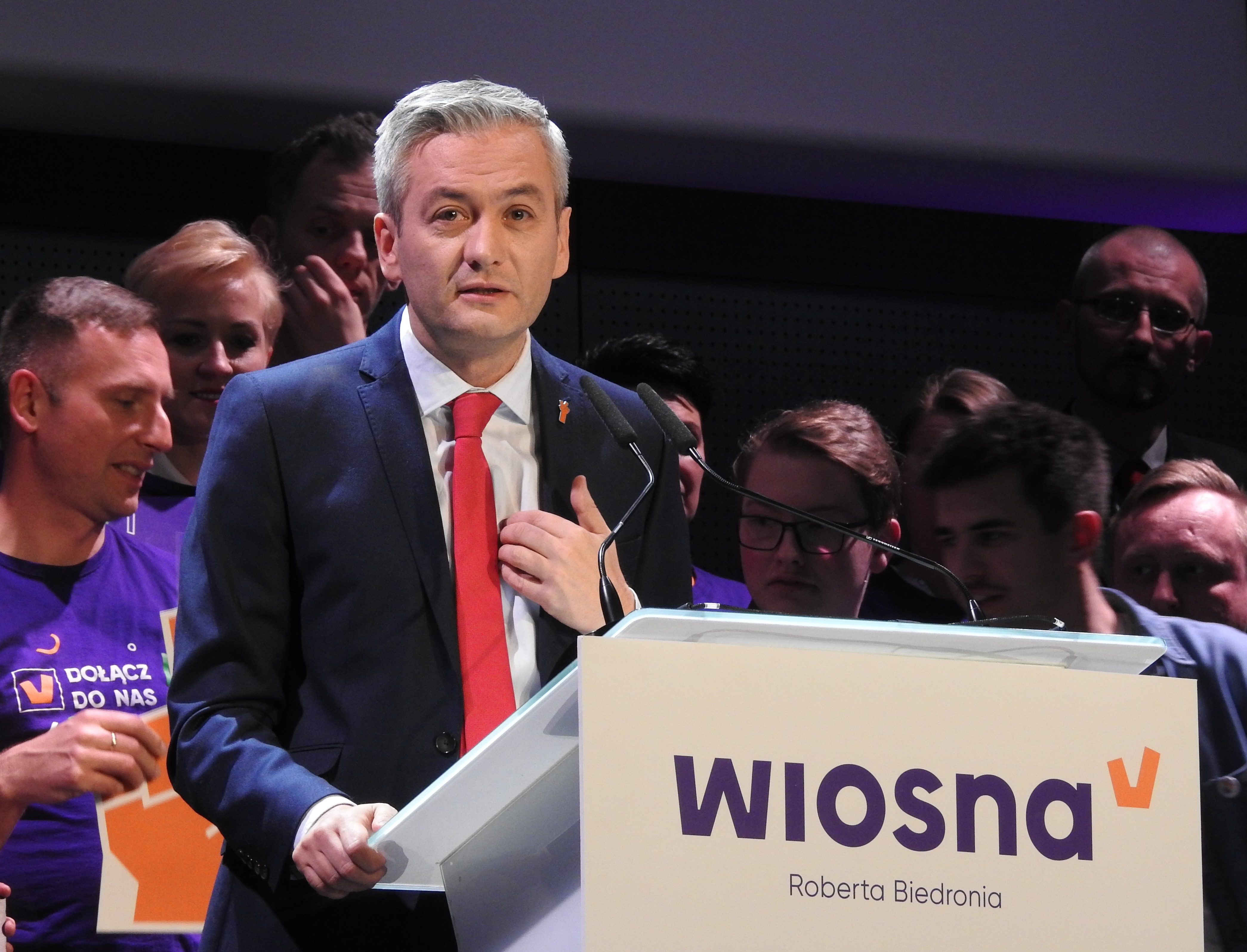
Robert Biedroń, prezes partii w latach 2019–2021 i późniejszy lider frakcji w ramach Nowej Lewicy

Wiosna Roberta Biedronia (Wiosna) – polska centrolewicowa partia polityczna, której powstanie ogłoszono 3 lutego 2019 podczas konwentu założycielskiego. Partia została zarejestrowana 29 czerwca 2018 pod nazwą Kocham Polskę. Podczas konwentu założycielskiego przyjęła nazwę „Wiosna”, a jej prezesem został Robert Biedroń (zastępując Monikę Gotlibowską). Charakter ideowy ugrupowania był socjaldemokratyczny, socjalliberalny, antyklerykalny, feministyczny i proekologiczny. Partię tworzyli w znacznej mierze dotychczasowi działacze słabnącego Twojego Ruchu. Od lipca 2019 wchodziła w skład koalicji Lewica. 11 czerwca 2021 została rozwiązana, decydując się na połączenie z Sojuszem Lewicy Demokratycznej pod nazwą Nowa Lewica, wewnątrz której została frakcją.
Przy partii działały: organizacja młodzieżowa Młoda Lewica (wcześniej Przedwiośnie), Wiosna Kobiet, Eko Wiosna, Tęczowa Wiosna i Wiosna Samorządowa.

## Historia

### Partia (2018–2021)
W maju 2018 współpracujący z ówczesnym prezydentem Słupska Robertem Biedroniem Monika Gotlibowska, Diana Mróz i Sławomir Szymczak złożyli wniosek o rejestrację partii Kocham Polskę, którą sąd wpisał do ewidencji 29 czerwca tego samego roku. We wrześniu 2018 Robert Biedroń, nieubiegający się o reelekcję na prezydenta Słupska, zainicjował cykl 40 spotkań pt. „Burza Mózgów”, w ramach którego podjął dyskusje z mieszkańcami polskich miejscowości na temat ich preferowanych reform politycznych i zapowiedział, że wypracowane podczas spotkań postulaty będą stanowić element programu jego nowego projektu politycznego. Wniosek o zmianę nazwy partii z „Kocham Polskę” na nazwę „Wiosna” wpłynął do sądu już 21 grudnia 2018, natomiast w kolejnym wniosku z 23 stycznia 2019 zaproponowano pełną nazwę „Wiosna Roberta Biedronia” (nazwy te zarejestrowano odpowiednio 8 i 11 lutego 2019). 3 lutego 2019 na warszawskim Torwarze odbyła się konwencja założycielska ugrupowania, na którym nowa nazwa została upubliczniona. Robert Biedroń został prezesem partii, wiceprezesami Marcin Anaszewicz i Gabriela Morawska-Stanecka, sekretarzem Krzysztof Gawkowski, a skarbniczką dotychczasowa prezes KP Monika Gotlibowska. W przedterminowych wyborach na prezydenta Gdańska (miesiąc później) partia poparła (podobnie jak PO, PSL i Nowoczesna) kandydaturę Aleksandry Dulkiewicz (która zwyciężyła w I turze). Wówczas też zaprezentowano program partii „Umowa Biedronia. Nowa umowa dla Polski”.
W wyborach do Parlamentu Europejskiego w 2019 Wiosna zarejestrowała listy we wszystkich okręgach. Oprócz osób związanych z tą partią na listach znalazły się także dwie działaczki partii Teraz! (pomimo poparcia przez tę formację Koalicji Europejskiej), m.in. posłanka Joanna Scheuring-Wielgus, a także działaczka ROG. Szefem sztabu wyborczego został wieloletni współpracownik Roberta Biedronia, Marcin Anaszewicz (który kilka miesięcy później odszedł z partii, podobnie jak Monika Gotlibowska). Na komitet Wiosny oddano 826 975 głosów (6,06%), co dało jej trzecie miejsce za PiS i KE – była jedynym komitetem oprócz nich, który przekroczył próg wyborczy. Partia uzyskała trzy mandaty eurodeputowanych, które przypadły Robertowi Biedroniowi (okręg warszawski), Sylwii Spurek (okręg wielkopolski – pięć miesięcy po wyborach odeszła z Wiosny) i Łukaszowi Kohutowi (okręg śląski). Do wyborów partia startowała z programem „Europa dla Ciebie. Europejski Program Wiosny”. 
19 lipca 2019 Robert Biedroń ogłosił na konferencji prasowej z przewodniczącym Sojuszu Lewicy Demokratycznej Włodzimierzem Czarzastym oraz Adrianem Zandbergiem z zarządu krajowego Lewicy Razem wspólny start ich partii w wyborach parlamentarnych w tym samym roku. Do porozumienia (startującego jako komitet wyborczy SLD, pod nieoficjalną nazwą Lewica) przystąpiły także m.in. Polska Partia Socjalistyczna i Twój Ruch. Na listach znalazło się około 100 kandydatów Wiosny, w tym kilkunastu na pierwszych miejscach. Z rekomendacji Wiosny ponownie wystartowała posłanka Joanna Scheuring-Wielgus (po rozwiązaniu partii Teraz!). Spośród 49 przypadłych komitetowi SLD mandatów poselskich i 2 senackich, Wiosna uzyskała 19 mandatów w Sejmie i 1 w Senacie. Krzysztof Gawkowski został przewodniczącym Koalicyjnego Klubu Parlamentarnego Lewicy, Gabriela Morawska-Stanecka objęła funkcję wicemarszałka Senatu, a Paulina Piechna-Więckiewicz została dyrektorką biura Koalicyjnego Klubu Parlamentarnego Lewicy.
14 grudnia 2019 ogłoszono, że Wiosna i SLD połączą się w jedną partię o nazwie Nowa Lewica. 19 stycznia 2020 prezes Wiosny Robert Biedroń został ogłoszony przez SLD, Wiosnę i Lewicę Razem wspólnym kandydatem w wyborach prezydenckich w tym samym roku. W głosowaniu otrzymał 2,22% poparcia, zajmując 6. miejsce wśród 11 kandydatów. Przed II turą poparł Rafała Trzaskowskiego z PO, jednak Wiosna (podobnie, jak cała koalicja Lewica) nie zajęła oficjalnego stanowiska w tej sprawie.
8 września 2020 z członkostwa w Wiośnie zrezygnowała posłanka Hanna Gill-Piątek, odchodząc z KKP Lewicy i wiążąc się z formacją Polska 2050. 21 marca partię i KKP Lewicy opuściła posłanka Monika Pawłowska, przechodząc do Porozumienia (kilkanaście miesięcy później związała się z PiS).
11 czerwca 2021 zgromadzenie ogólne Wiosny podjęło decyzję o samorozwiązaniu partii, tym samym rozpoczął się proces jej likwidacji i wejścia w skład Nowej Lewicy. Sąd wykreślił Wiosnę z ewidencji 3 czerwca 2022.

### Frakcja w ramach Nowej Lewicy (od 2021)
Formalnie zarząd Nowej Lewicy podjął decyzję o powołaniu frakcji Wiosna, będącej jedną z dwóch frakcji w partii obok frakcji SLD, 17 lipca 2021. Na kongresie Nowej Lewicy 9 października tego samego roku Robert Biedroń z ramienia frakcji Wiosna został współprzewodniczącym Nowej Lewicy. Przedstawiciele frakcji Wiosna uzyskali połowę miejsc we władzach NL.
14 grudnia 2021 wicemarszałek Senatu Gabriela Morawska-Stanecka opuściła Nową Lewicę, przechodząc do koła PPS (późniejszego Koła Parlamentarnego Lewicy Demokratycznej, z którego pod koniec kadencji przeszła do klubu Koalicji Obywatelskiej). 21 sierpnia 2023 z NL wystąpiła posłanka Beata Maciejewska (wiążąc się wówczas z partią Nowa Demokracja – Tak).
W wyborach parlamentarnych w 2023 przedstawiciele frakcji Wiosna uzyskali 7 mandatów w Sejmie (spośród 19 dla członków NL i 26 posłów wybranych z jej list) i 1 w Senacie (spośród 5 dla członków NL i 9 wybranych z ramienia jej komitetu). W zaprzysiężonym 13 grudnia tego samego roku rządzie Donalda Tuska Krzysztof Gawkowski (który przez pierwszy miesiąc nowej kadencji parlamentu pozostawał szefem klubu Lewicy) został wicepremierem i ministrem cyfryzacji, a Katarzyna Kotula ministrem ds. równości (bez teki; utraciła stanowisko ministra 24 lipca 2025). Kilkoro działaczy Wiosny zostało także wiceministrami.
W wyborach samorządowych w 2024 mandat radnej sejmiku mazowieckiego (jeden z 8 dla KKW Lewicy) zdobyła Paulina Piechna-Więckiewicz. W wyniku zmian po wyborach do Parlamentu Europejskiego w tym samym roku mandat w sejmiku dolnośląskim objęła także związana z Wiosną Katarzyna Lubiniecka-Różyło. W eurowyborach wszystkie 3 mandaty dla KKW Lewicy zdobyli przedstawiciele frakcji Wiosna z NL – Robert Biedroń (który uzyskał reelekcję) oraz posłowie Joanna Scheuring-Wielgus i Krzysztof Śmiszek. Łukasz Kohut uzyskał reelekcję z listy Koalicji Obywatelskiej, opuszczając przed wyborami NL.
Na kongresie nadzwyczajnym Nowej Lewicy 24 maja 2025 zmieniono statut partii, znosząc podział frakcyjny i wprowadzając jednoosobowe przewodnictwo (na podstawie zmian mają zostać wybrane władze partii na kongresie w grudniu tego roku).

## Program polityczny

### Program gospodarczy
- Stopniowe podwyższanie pensji minimalnej do 3000 zł w 2021 roku oraz do 3500 zł w 2024 roku, przy czym do 2028 miała zostać trwale powiązana ze średnią krajową na poziomie 60% średniej pensji[33].
- Minimalna nieopodatkowana emerytura wynosząca 1600 złotych[34].
- Likwidacja ZUS i KRUS, oraz przeniesienie ich kompetencji do administracji skarbowej[34].
- Zniesienie ograniczeń dotyczących matek i ojców samodzielnie wychowujących dzieci w ramach programu Rodzina 500 plus[35].
- Zagwarantowanie równości płac dla kobiet i mężczyzn pracujących na tym samym stanowisku[36].
- Minimalna pensja dla nauczycieli wynosząca 3500 zł, a dla najlepszych dyplomowanych i profesorów oświaty – 6000–7000 zł[37].
- Odejście od gospodarki opartej na węglu do 2035 roku poprzez zapoczątkowanie programu stworzenia sektora odnawialnych źródeł energii na 200 tysięcy miejsc pracy z programem dostosowawczym dla górników oraz pracowników elektrowni[38].
- Cyfryzacja administracji, bezpłatny dostęp do Internetu w całym kraju[39].
- Ogólnopolski budżet partycypacyjny[40].
- Rozliczanie przedsiębiorstw przez internet, inkubator dla startupów w każdej gminie, jednolite interpretacje podatkowe[41].
- Likwidacja Funduszu Kościelnego, opodatkowanie Kościoła[42].

### Program społeczny
- Gwarancja dostępu do lekarza specjalisty w ciągu 30 dni[43].
- Legalizacja małżeństw osób tej samej płci[36].
- Wprowadzenie instytucji rejestrowanego związku partnerskiego[36].
- Gwarancja prawa kobiet do aborcji na żądanie do 12 tygodnia ciąży, pełne finansowanie in vitro, ściąganie alimentów jako zaległości podatkowych[44].
- Bezpłatny wstęp do wszelkich instytucji kultury w całej Polsce w każdą niedzielę[45].
- Powołanie Komisji Sprawiedliwości i Pojednania, która miałaby „zbadać nadużycia prawa przez funkcjonariuszy publicznych w latach 2015–2019”[46].
- Autobus w każdej gminie[47].
- Wsparcie asystentów, edukacja włączająca i wyższe o 500 zł świadczenia dla osób z niepełnosprawnością[48].
- Deglomeracja urzędów i instytucji publicznych[49].

### Zmiany w szkolnictwie
- Wprowadzenie do programu nauczania wiedzy o najnowszych technologiach, zmianach klimatycznych, profilaktyce zdrowotnej, językach programowania, „cyberbezpieczeństwie” oraz rozpoznawaniu tzw. fake newsów[50].
- Wprowadzenie nowoczesnej edukacji seksualnej oraz obowiązkowej edukacji przeciwko przemocy w szkołach każdego rodzaju[50].
- Podwojenie liczby lekcji języka angielskiego oraz danie wyboru jednego przedmiotu prowadzonego całkowicie w języku angielskim dla uczniów szkół ponadpodstawowych[50].
- Wycofanie religii ze szkół[42].

### Program dla Unii Europejskiej
- 10 milionów mieszkań w Unii Europejskiej[51].
- Bezpłatny transport lądowy dla osób do 26 roku życia na terenie całej Unii[52].
- Jednolity paszport europejski zamiast paszportów krajowych od 2022 roku[53].
- Odejście od węgla do 2050 roku[54].
- Wprowadzenie Europejskiej Karty Kultury i Sportu[55].
- Wprowadzenie Europejskiej Karty Praw Kobiet[56].
- Wdrożenie konwencji o prawach osób z niepełnosprawnościami[57].
- Wsparcie finansowe dla mediów promujących demokrację i patrzących władzy na ręce[58].
- Większe środki na granty dla organizacji pozarządowych[59].
- Stworzenie listy leków kluczowych, które muszą być tak samo dostępne we wszystkich państwach członkowskich[60].
- Zapewnienie dostępu do leków w cenie stosownej do zarobków obywateli danych krajów[60].
- Europejski Program Walki z Rakiem[61].

## Struktura i działacze
W partii Wiosna działali politycy zaliczani do różnych nurtów tzw. progresywnych (lewicowych i centrolewicowych). Z Wiosną związało się wielu dawnych działaczy Ruchu Palikota i Twojego Ruchu, częściowo także SLD (m.in. Krzysztof Gawkowski, Paulina Piechna-Więckiewicz, Grzegorz Pietruczuk) i Zielonych oraz lokalnie Partii Razem czy Nowoczesnej, jak również osoby wcześniej niezaangażowane politycznie (m.in. Maciej Gdula, Krzysztof Śmiszek i Sylwia Spurek).

### Przedstawiciele frakcji Wiosna w kierownictwie Nowej Lewicy
Współprzewodniczący:
- Robert Biedroń

Wiceprzewodniczący:
- Krzysztof Gawkowski
- Anita Kucharska-Dziedzic
- Wanda Nowicka
- Paulina Piechna-Więckiewicz
- Joanna Scheuring-Wielgus
- Krzysztof Śmiszek

### Zarząd Krajowy partii Wiosna pod koniec działalności
Prezes:
- Robert Biedroń

Wiceprezes:
- Gabriela Morawska-Stanecka

Sekretarz:
- Krzysztof Gawkowski

Skarbnik:
- Arkadiusz Czarnecki

Pozostali członkowie:
- Paweł Krutul
- Anita Sowińska
- Lilija Twardosz

### Posłowie frakcji w ramach NL na Sejm X kadencji (wKKP Lewicy)
- Krzysztof Gawkowski – wiceprezes Rady Ministrów i minister cyfryzacji
- Katarzyna Kotula – sekretarz stanu w KPRM
- Anita Kucharska-Dziedzic
- Wanda Nowicka
- Joanna Scheuring-Wielgus – do 10 czerwca 2024, wybrana do Parlamentu Europejskiego
- Krzysztof Śmiszek – do 10 czerwca 2024, wybrany do Parlamentu Europejskiego
- Katarzyna Ueberhan

### Senator frakcji w ramach NL w Senacie XI kadencji (wKKP Lewicy)
- Maciej Kopiec

### Posłowie frakcji w ramach NL do Parlamentu Europejskiego X kadencji
- Robert Biedroń
- Joanna Scheuring-Wielgus
- Krzysztof Śmiszek

Wszyscy eurodeputowani NL i frakcji Wiosna należą w Parlamencie Europejskim X kadencji do Postępowego Sojuszu Socjalistów i Demokratów.

### Posłowie do Parlamentu Europejskiego IX kadencji
- Robert Biedroń
- Łukasz Kohut – w NL i frakcji Wiosna do kwietnia 2024, przeszedł do Koalicji Obywatelskiej
- Sylwia Spurek – do 28 października 2019, została deputowaną niezależną

Wszyscy eurodeputowani Wiosny należeli w Parlamencie Europejskim IX kadencji do Postępowego Sojuszu Socjalistów i Demokratów.

### Posłowie na Sejm IX kadencji (wKKP Lewicy)
- Agnieszka Dziemianowicz-Bąk – do 24 września 2021, została posłanką frakcji Sojusz Lewicy Demokratycznej
- Monika Falej
- Krzysztof Gawkowski – przewodniczący KKP Lewicy
- Maciej Gdula
- Hanna Gill-Piątek – do 8 września 2020, została posłanką bezpartyjną i niezrzeszoną (potem koło i partia Polska 2050 oraz ponownie bezpartyjna i niezrzeszona, pod koniec kadencji Koalicja Obywatelska)
- Maciej Kopiec
- Katarzyna Kotula
- Paweł Krutul
- Anita Kucharska-Dziedzic
- Beata Maciejewska – do 21 sierpnia 2023, została posłanką bezpartyjną i niezrzeszoną
- Wanda Nowicka
- Robert Obaz
- Monika Pawłowska – do 21 marca 2021, przeszła do Porozumienia i została posłanką niezrzeszoną (potem koło Porozumienia, pod koniec kadencji Prawo i Sprawiedliwość)
- Małgorzata Prokop-Paczkowska
- Marek Rutka
- Joanna Scheuring-Wielgus
- Anita Sowińska
- Krzysztof Śmiszek
- Katarzyna Ueberhan

### Senator X kadencji (wKKP Lewicy)
- Gabriela Morawska-Stanecka – wicemarszałek Senatu – do 14 grudnia 2021, przeszła do koła Polskiej Partii Socjalistycznej (późniejszego Koła Parlamentarnego Lewicy Demokratycznej)

## Poparcie w wyborach

### Wybory parlamentarne
| Wybory | Sejm   | Sejm  | Sejm  | Sejm    | Sejm    | Senat   | Senat   |
| Wybory | Głosy  | Głosy | Głosy | Mandaty | Mandaty | Mandaty | Mandaty |
| Wybory | Liczba | %     | +/−   | Liczba  | +/−     | Liczba  | +/−     |
| ------ | ------ | ----- | ----- | ------- | ------- | ------- | ------- |
| 2019   | –      | –     | –     | 19/460  | –       | 1/100   | –       |

### Wybory prezydenckie
| Wybory | Kandydat       | I tura  | I tura    | Uwagi                             |
| Wybory | Kandydat       | Głosów  | %         | Uwagi                             |
| ------ | -------------- | ------- | --------- | --------------------------------- |
| 2020   | Robert Biedroń | 432 129 | 2,22 (6.) | kandydat nie przeszedł do II tury |

### Wybory do Parlamentu Europejskiego
| Wybory | Głosy   | Głosy     | Głosy | Mandaty | Mandaty | Mandaty |
| Wybory | Liczba  | %         | +/−   | Liczba  | +/−     |         |
| ------ | ------- | --------- | ----- | ------- | ------- | ------- |
| 2019   | 826 975 | 6,06 (3.) | –     | 3/51    | –       |         |